# Dániel Pécsi
Dániel Pécsi (1895–2000) var en ungersk bordtennisspelare och världsmästare i dubbel och lag.
Pécsi vann dubbeltiteln tillsammans med Roland Jacobi i det första bordtennis-VM:et som spelades. Han var även med i det vinnande ungerska laget både 1926 och 1928.
Under sin karriär tog han 4 medaljer i bordtennis-VM, 3 guld och 1 silver.

## Meriter
- Bordtennis VM
  - 1926 i London
    - 1:a plats dubbel (med Roland Jacobi)
    - kvartsfinal mixed dubbel
    - 1:a plats med det ungerska laget (Béla Kehrling, Zoltán Mechlovits, Roland Jacobi)

  - 1928 i Stockholm: 
    - kvartsfinal dubbel
    - 2:a plats mixed dubbel (med Erika Metzger)
    - 1:a plats med det ungerska laget (László Bellák, Sándor Glancz, Zoltán Mechlovits, Roland Jacobi)

- Internationella Tyska Mästerskapen 
  - 1927 i Berlin - 2:a plats mixed dubbel (med Erika Metzger)
  - 1928 i Krefeld - 1:a plats mixed dubbel (med Erika Metzger)

- Internationella Mästerskapen 
  - 1928 i England - 1:a plats mixed dubbel (med Erika Metzger)